# Komediantka (serial telewizyjny)
Komediantka – dziewięcioodcinkowy serial telewizyjny w reżyserii Jerzego Sztwiertni z 1988 roku. Scenariusz na podstawie powieści Władysława Reymonta o tym samym tytule - (odcinki 1–6) oraz na podstawie powieści będącej kontynuacją Komediantki, czyli Fermentów - (odcinki 7–9). Serial powstawał równocześnie z wersją kinową pod tytułem "Komediantka".
Akcja toczy się w drugiej połowie XIX wieku. Opowiada o tragicznej historii Janki, która porzuca wszystko i rozpoczyna karierę aktorki. Jej skomplikowane życie i niepowodzenia na scenie doprowadzają ją do tragicznego zakończenia.

## Obsada
- Małgorzata Pieczyńska – Janina Orłowska
- Marzena Trybała – Majkowska
- Piotr Dejmek – Władek Niedzielski
- Krzysztof Wakuliński – Marian Topolski
- Krzysztof Kowalewski – Cabiński
- Bronisław Pawlik – Orłowski
- Beata Tyszkiewicz – Cabińska
- Grażyna Szapołowska – Nicoletta
- Władysław Kowalski – Pafnucy Głogowski
- Katarzyna Figura – Mimi Zarzecka
- Cezary Morawski – Stanisław Babiński, telegrafista na stacji w Bukowcu, następca Orłowskiego na stanowisku naczelnika stacji
- Stanisław Brudny – aktor
- Bogusława Pawelec – chórzystka Wolska
- Wiesława Grochowska – Janowa, służąca Orłowskich
- Antonina Girycz – piosenkarka w lokalu
- Ewa Frąckiewicz – Grzesikiewiczowa, matka Andrzeja
- Anna Kaźmierczak – chórzystka
- Stefan Paska – Bartek, lokaj Grzesikiewiczów
- Jerzy Zelnik – mecenas Aleksander
- Krzysztof Kolberger – Henryk Zaleski
- Janusz Paluszkiewicz – wędkarz
- Bogumił Antczak – aktor Piesio
- Mariusz Benoit – Stefan Witowski
- Adrianna Biedrzyńska – Zosia, siostrzenica Osińskiej
- Henryk Bista – doktor w Bukowcu
- Maria Chwalibóg – Niedzielska, matka Władka
- Witold Dębicki – aktor w zespole Cabińskiego
- Barbara Dzido-Lelińska – aktorka
- Teodor Gendera – aktor
- Katarzyna Gniewkowska – Hela Halder, przyjaciółka Hanki
- Halina Golanko – Józia, siostra Andrzeja
- Krzysztof Gosztyła – Andrzej Grzesikiewicz
- Jan Jankowski – Wicek, służący w zespole Cabińskiego
- Elżbieta Kępińska – Kręska, gospodyni Orłowskiego
- Jan Kociniak – aktor w zespole Cabińskiego
- Helena Kowalczykowa – niania dzieci Cabińskich
- Piotr Krukowski – redaktor
- Mirosława Marcheluk – krawcowa Sowińska
- Włodzimierz Musiał – Roch, służący na stacji w Bukowcu
- Anna Nehrebecka – Zaleska
- Bogusław Sochnacki – Piotr Grzesikiewicz, ojciec Andrzeja
- Monika Sołubianka – Anna Stępniak, córka Sowińskiej
- Jan Tadeusz Stanisławski – sufler Dobek
- Hanna Stankówna – aktorka Kaczkowska
- Andrzej Szenajch – Gold, bileter w „Tivoli”
- Krystyna Tkacz – Osiecka, ciotka Zosi
- Marcin Troński – Świerkoski, dozorca drogowy na stacji w Bukowcu
- Mieczysław Voit – Kotlicki
- Grzegorz Warchoł – inspicjent w zespole Cabińskiego
- Zdzisław Wardejn – dyrektor muzyczny w zespole Cabińskiego
- Wojciech Wysocki – aktor Wawrzecki
- Hanna Bedryńska – recepcjonistka w hotelu
- Andrzej Głoskowski – Zieleniewski, wielbiciel Janki
- Zbigniew Józefowicz – reżyser
- Mirosław Siedler – kelner w „Tivoli”
- Katarzyna Skolimowska – Stawrowska
- Tadeusz Teodorczyk – widz na premierze "Chamów"
- Anna Mozolanka